# Řemeslnický dům (Žilina)
Řemeslnický dům (v minulosti Živnostenský dům, Řemeslnický dům učňů Gabriela Baroše) je budova v Žilině na ulici Kálov č. 10. Stavba v secesním stylu byla dokončena v roce 1910. Patří mezi kulturní památky Slovenska
Průčelí budovy tvoří dvě postranní věžičky. Mezi věžičkami je socha uherského ministra Gábora Barosse, který přesvědčil majitele brněnské textilní továrny Karla Löwa aby v Žilině založil tkalcovskou továrnu – pozdější Slovenu. Pod věžičkami jsou reliéfy z postav, které znázorňují řemesla, např. jako kovář, krejčí, mlynář atd.
V roce 1960 v budově provizorně sídlila Střední průmyslová škola stavební, později i konzervatoř a obchodní akademie.